# 莘县文庙
莘县文庙，位于山东省聊城市莘县莘城镇，是中华人民共和国山东省文物保护单位之一。
2006年12月7日，授予山东省文物保护单位，是一座古建筑。